# Emirates
Emirates (in arabo الإمارات‎?, al-Imārāt) è la compagnia aerea di bandiera dell'Emirato Arabo di Dubai con base a Dubai. Fa parte del The Emirates Group che è di proprietà del Governo di Dubai. È la più grande compagnia del medio oriente, con più di 3.000 collegamenti settimanali operati dall'Aeroporto Internazionale di Dubai (DXB), suo hub principale, verso 156 destinazioni in 6 continenti.
Secondo la IATA, nel 2007 è stata la settima compagnia aerea del mondo (prima tra quelle mediorientali) per passeggeri per chilometro trasportati, nel 2012 la quarta. Emirates SkyCargo, la divisione cargo della compagnia, si è invece classificata al terzo posto per tonnellate di merci trasportate per chilometro.
Grazie al riscontro positivo da parte dei clienti per i servizi offerti e alla rapida crescita, la compagnia ha ricevuto diversi premi e riconoscimenti, tra i quali "Compagnia aerea dell'anno" nel 2011 assegnatole da Air Transport World e "Miglior compagnia per i servizi offerti durante il volo" assegnatole nel 2012 da Skytrax e la "Miglior compagnia aerea del mondo" (2013, Skytrax World Airline Awards). Nella prima metà del 2013, Emirates fece sapere che raggiunse un riempimento medio degli aerei pari all'80%.

## Storia

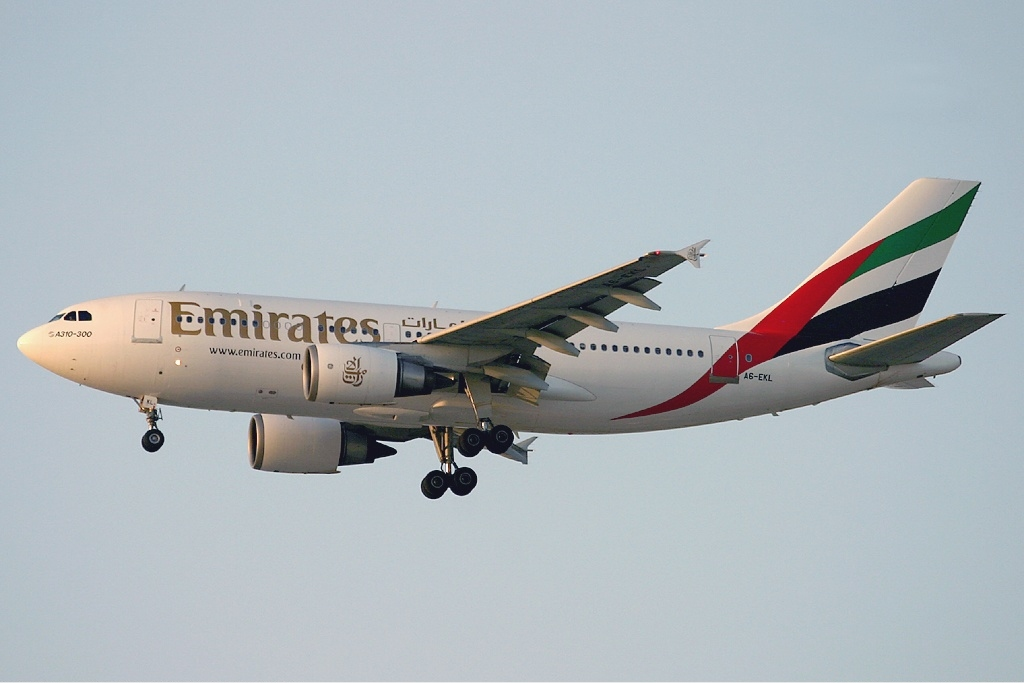
Un Airbus A310, il primo aereo acquistato nuovo e non in leasing.

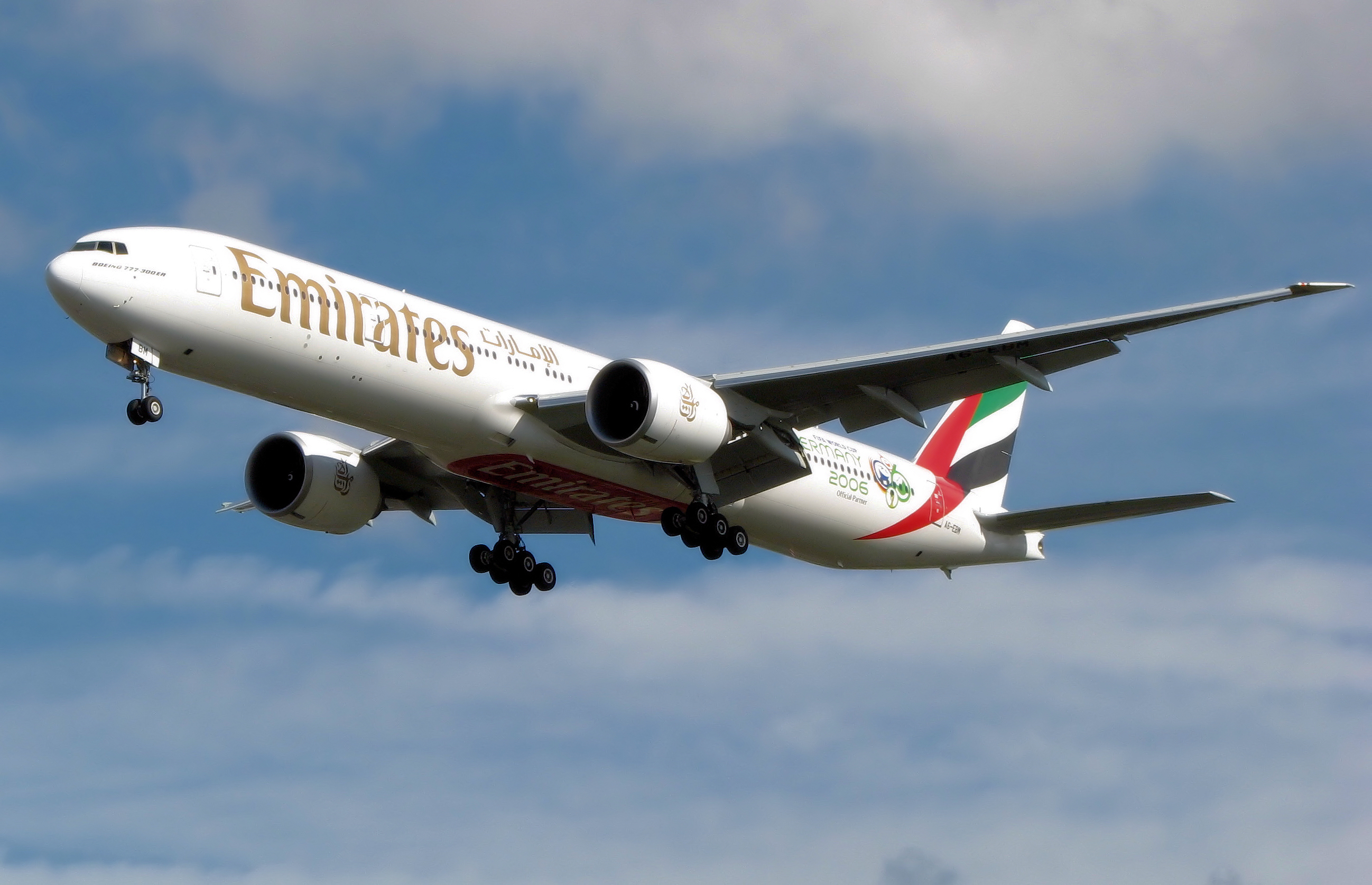
I Boeing 777 hanno un ruolo fondamentale nella flotta Emirates. La compagnia ne possiede 143 modelli, di tutte le versioni.

### Gli inizi
La compagnia nasce nel marzo 1985 grazie al supporto economico della famiglia reale di Dubai e alla stretta collaborazione con Pakistan International Airlines. La famiglia reale si è limitata al versamento di 10 milioni di dollari come capitale iniziale, in quanto era stato deciso che Emirates dovesse funzionare senza aiuti finanziari da parte del governo. Le operazioni vennero avviate con gli aerei presi in leasing dalla PIA (un Airbus A300 e un Boeing 737-700) e con 2 Boeing 727 donati dalla famiglia reale. Il primo volo avvenne il 25 ottobre 1985 sulla rotta Dubai-Karachi. Ad esso nel 1986 si aggiunsero altre destinazioni come: Amman, Colombo, Il Cairo e Dacca.
Il team iniziale era formato da Maurice Flanagun nel ruolo di CEO, Ahmed bin Saeed Al Maktoum nel ruolo di Amministratore Delegato e Tim Clark. Al termine del primo anno di operazioni, Emirates aveva trasportato circa 260.000 passeggeri e 10.000 tonnellate di cargo. Inoltre l'avversaria Gulf Air registrò un calo dei profitti del 30%.
Il 3 luglio 1987 Emirates ricevette il primo aereo acquistato, un Airbus A310 con il quale venne inaugurato un collegamento non-stop con Londra-Gatwick. Negli anni successivi vennero aggiunte ulteriori destinazioni come: Istanbul, Francoforte, Damasco, Singapore. A 6 anni dalla fondazione perciò, Emirates disponeva di una flotta di 9 aeromobili con cui trasportava 25.000 passeggeri a settimana verso 23 destinazioni.

### Sviluppo e crescita
Lo sviluppo è stato esponenziale negli anni novanta, grazie anche alla Guerra del Golfo che ha costretto tutti gli altri concorrenti a bloccare i propri voli nella zona. Dal 1993, sono cominciati i voli verso gli Stati Uniti in seguito ad un accordo con US Airways: in quell'anno vennero trasportati 1.6 milioni di passeggeri e 68.000 tonnellate di cargo, mentre il guadagno della compagnia si aggirava intorno ai 500 milioni annui. Nel 1996 iniziarono le consegne dei primi Boeing 777, grazie ai quali vennero aggiunte nuove destinazioni, specialmente verso l'Australia.
Nel 1998 venne lanciata Emirates SkyCargo, la divisione cargo della compagnia. Sebbene Emirates avesse da sempre offerto un servizio cargo utilizzando gli spazi appositi presenti sugli aerei commerciali, venne preso in leasing da Atlas Air un Boeing 747-200F. Nello stesso anno, con un investimento di 70 milioni, Emirates acquisì il 43,6% delle quote di mercato di Air Lanka, in seguito rinominata SriLankan Airlines. Nel 2008, alla scadenza del contratto, Emirates vendette le proprie quote al governo dello Sri Lanka per 150 milioni.

### Gli Anni 2000
Nel 2000 si susseguirono gli ordini per numerosi aerei tra cui anche gli Airbus A380. Entro la fine dell'anno Emirates attivò nuovi voli non-stop per gli Stati Uniti, l'Australia e il Brasile.
Il 2001 fu un anno difficile per la compagnia. Inizialmente le vendite calarono in seguito alla crisi, e successivamente vennero influenzate dal bombardamento dell'aeroporto di Colombo, nel quale la SriLankan Airlines perse 12 aerei (più 3 danneggiati). Pochi mesi dopo, l'attacco dell'11 settembre ebbe fortissime ripercussioni su tutte le compagnie aeree, e moltissimi dei voli da e per gli Stati Uniti furono sospesi o cancellati in seguito alla mancanza di clientela. Il coefficiente di riempimento dei voli si abbassò considerevolmente e i profitti calarono. Vennero annunciati lo stop della campagna assunzioni e la riduzione della frequenza dei voli verso molte destinazioni. L'instabilità della situazione comunque volse a favore di Emirates quando molte delle compagnie occidentali sospesero i propri voli verso Dubai.
Nel 2004 venne riaperto il volo diretto Dubai-New York JFK, il primo dopo lo stop dei voli del 2001. Nello stesso anno, venne firmato un accordo da 100 milioni con la squadra di calcio inglese Arsenal (effettivo dalla stagione 2006/2007), che includeva il diritto di chiamare lo stadio "Emirates Stadium" per 15 anni e di sponsorizzare Emirates sulle maglie della squadra per 8 anni.
Tra il 2003 e il 2004, Emirates ordinò 113 aerei per un costo totale di 29 miliardi di dollari. Si tratta del più grande ordine singolo mai effettuato per il Boeing 777 (42 esemplari). Nel 2007, all'Air Show di Dubai venne firmato un altro ordine da 35 miliardi che includeva 120 Airbus A350, 11 A380 e altri 12 Boeing 777-300ER. Nel 2009 la compagnia diventò il maggiore operatore mondiale di Boeing 777, grazie alla consegna del 79º aereo. Nel 2010 e nel 2011 vennero firmati altri ordini per un totale di ulteriori 80 B777.

### Storia recente
Il 6 settembre 2012, Emirates e Qantas annunciarono un contratto decennale per la creazione di un compromesso, secondo il quale Qantas avrebbe dovuto spostare l'hub per i voli europei da Singapore a Dubai e terminare il contratto, già esistente da 17 anni, con la British Airways per la condivisione dei guadagni sui collegamenti tra l'Australia e la Gran Bretagna. Emirates inoltre sfrutterà l'accordo per aumentare i passeggeri in volo verso altre destinazioni europee, e i clienti Emirates potranno utilizzare tutti i collegamenti domestici forniti da Qantas in Australia. Qantas ha aperto un collegamento giornaliero con gli A380 sulle rotte Londra-Sydney e Londra-Melbourne, entrambi con scalo a Dubai. Grazie a questo, i voli tra Dubai e l'Australia aumentano diventando 98 per settimana. A un anno dall'annuncio, l'accordo tra le due compagnie si traduce in accordi di code-sharing sulle tratte interessate, allineamento delle tariffe dei biglietti, e benefici per i passeggeri che sono iscritti ai programmi frequent flyer delle compagnie.
Il primo volo non-stop transatlantico dall'Europa agli Stati Uniti, tra Amburgo e New York, venne inaugurato nel 2003, operato da un Airbus A340-300.
Il 1º ottobre 2013 la compagnia ha inaugurato il secondo volo non-stop transatlantico dall'Europa agli Stati Uniti, tra Milano e New York, inizialmente il volo veniva effettuato con dei Boeing 777-300ER, successivamente, dal 1º dicembre 2014 il volo serale da e per Dubai è stato operato con Airbus A380, che solo dal 1º giugno 2015 sono utilizzati anche per la rotta per New York.
Emirates è una delle poche compagnie aeree che continuano a operare in Russia dopo che i principali vettori hanno interrotto i loro servizi nel paese a causa delle ampie sanzioni imposte per la guerra in Ucraina. Dopo l'invasione russa dell'Ucraina nel 2022, Emirates ha continuato a operare voli per la Russia, mantenendo collegamenti regolari con Mosca e San Pietroburgo, facilitando così i viaggi e il commercio con lo stato sanzionato. Continuando a operare senza restrizioni, Emirates indebolisce gli sforzi globali per isolare la Russia e applicare pressioni economiche per fermare la sua invasione dell'Ucraina.
L'8 Maggio 2025 Emirates è la compagnia aerea ed il gruppo del settore "più redditizi al mondo".

## Gestione aziendale

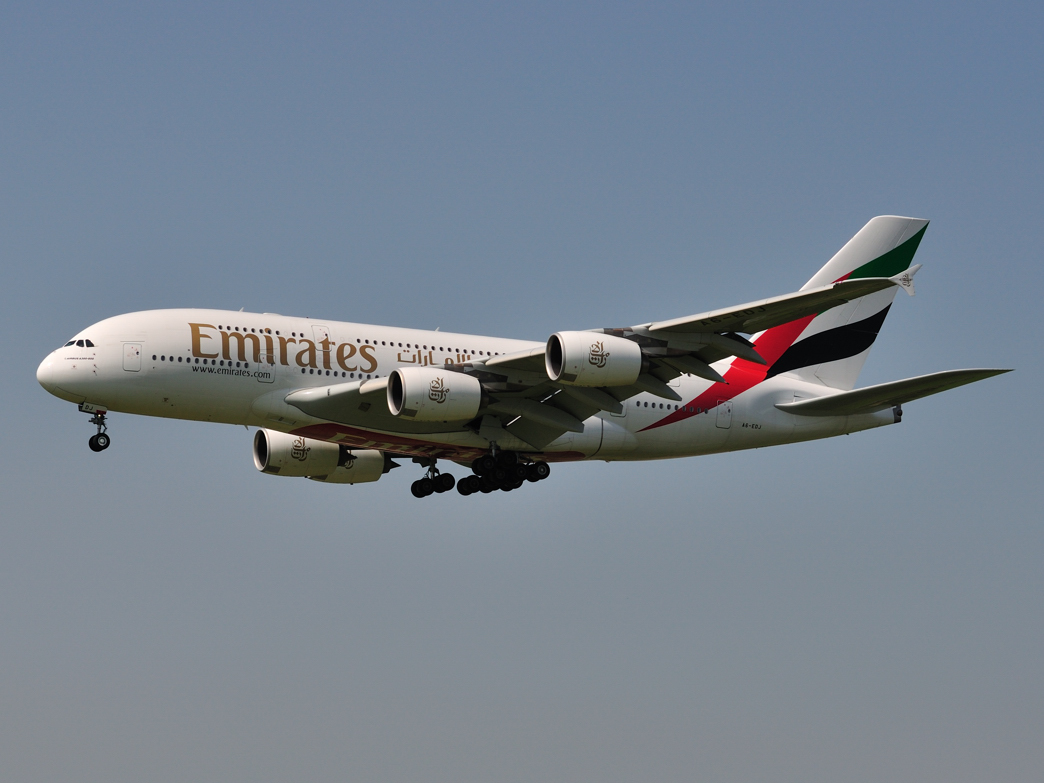
Airbus A380 durante l'atterraggio all'aeroporto di Amsterdam.

La compagnia fa parte del The Emirates Group, che a sua volta fa parte del Società per gli Investimenti del Governo di Dubai. Emirates, sin dalla fondazione, ha sempre fatto registrare utili in positivo tranne per il secondo anno di attività, e il fattore di crescita annuale non è mai sceso sotto il 20%. Il governo ha ricevuto circa 1,5 miliardi di dollari dalla compagnia, da quando nel 1999 è iniziato il pagamento dei dividendi dovuti al versamento del capitale iniziale di 10 milioni e all'investimento totale di circa 80 milioni di dollari al momento della nascita della compagnia aerea. Il Governo di Dubai, che è l'unico proprietario, non sovvenziona la compagnia né interviene in alcun modo sul suo funzionamento e sviluppo.

### Efficienza della flotta
La flotta, secondo Emirates, è una delle più giovani ed efficienti del settore, e in particolare farebbe registrare emissioni di CO2 del 25% inferiori alla media globale.
Per ridurre ulteriormente il consumo di carburante, gli aeromobili della compagnia utilizzano un solo motore per il rullaggio durante le operazioni di terra. Ciò comporterebbe il risparmio di 430.000 litri di combustibile all'anno per ogni minuto di rullaggio per spostamento sfruttando questa tecnica.

### Il programma Flextracks
Emirates, in collaborazione con Airservices Australia (la società responsabile della gestione dello spazio aereo australiano), ha investito in un programma di pianificazione dei voli denominato Flextracks. Il programma consiste nella variazione delle rotte in base alle condizioni meteorologiche: grazie a tali variazioni è possibile evitare zone caratterizzate da condizioni meteorologiche avverse e vento contrario, per spostarsi in spazi più favorevoli.
Secondo Emirates l'utilizzo di questo programma ha comportato il risparmio di 628 tonnellate di carburante in un anno. La compagnia ha già attivato il programma anche per le rotte che attraversano i cieli di: Brasile, Ucraina, Russia, Male e Indonesia e sta attivamente lavorando con i governi per la diffusione capillare di tale metodologia di volo.

### Risultati finanziari
| Termine dell'anno | Passeggeri (migliaia) | Cargo (migliaia di t) | Guadagno (AEDm) | Spese (AEDm) | Profitto netto(+)/Perdita (-) (AEDm) |
| ----------------- | --------------------- | --------------------- | --------------- | ------------ | ------------------------------------ |
| 31 marzo 1997     | 3.114                 | 159                   | 1.199           | 1.097        | (+) 102                              |
| 31 marzo 1998     | 3.683                 | 200                   | 4.089           | 3.827        | (+) 262                              |
| 31 marzo 1999     | 4.253                 | 214                   | 4.443           | 4.130        | (+) 313                              |
| 31 marzo 2000     | 4.775                 | 270                   | 5.114           | 4.813        | (+) 301                              |
| 31 marzo 2001     | 5.719                 | 335                   | 6.359           | 5.693        | (+) 666                              |
| 31 marzo 2002     | 6.765                 | 401                   | 7.137           | 6.511        | (+) 626                              |
| 31 marzo 2003     | 8.503                 | 525                   | 9.514           | 8.513        | (+) 1.001                            |
| 31 marzo 2004     | 10.441                | 660                   | 13.116          | 11.368       | (+) 1.749                            |
| 31 marzo 2005     | 12.529                | 838                   | 17.909          | 15.290       | (+) 2.619                            |
| 31 marzo 2006     | 14.498                | 1.019                 | 22.658          | 20.006       | (+) 2.652                            |
| 31 marzo 2007     | 17.544                | 1.156                 | 29.173          | 25.834       | (+) 3.339                            |
| 31 marzo 2008     | 21.229                | 1.282                 | 38.810          | 34.359       | (+) 4.451                            |
| 31 marzo 2009     | 22.731                | 1.408                 | 43.266          | 40.988       | (+) 2.278                            |
| 31 marzo 2010     | 27.454                | 1.580                 | 43.455          | 39.890       | (+) 3.565                            |
| 31 marzo 2011     | 31.422                | 1.767                 | 54.231          | 48.788       | (+) 5.443                            |
| 31 marzo 2012     | 33.981                | 1.796                 | 62.287          | 60.474       | (+) 1.813                            |
| 31 marzo 2013     | 39.391                | 2.086                 | 73.113          | 70.274       | (+) 2.839                            |
| 31 marzo 2014     | 44.537                | 2.250                 | 82.636          | 79.382       | (+) 3.254                            |
| 31 marzo 2015     | 49.292                | 2.377                 | 88.819          | 82.926       | (+) 5.893                            |
| 31 marzo 2016     | 51.853                | 2.509                 | 85.044          | 76.714       | (+) 8.330                            |
| 31 marzo 2017     | 56.076                | 2.577                 | 85.061          | 82.626       | (+) 2.435                            |
| 31 marzo 2018     | 58.485                | 2.623                 | 92.322          | 88.236       | (+) 4.086                            |
| 31 marzo 2019     | 58.601                | 2.659                 | 97.907          | 95.260       | (+) 2.647                            |
| 31 marzo 2020     | 56.162                | 2.389                 | 91.972          | 85.564       | (+) 6.407                            |

## Identità aziendale

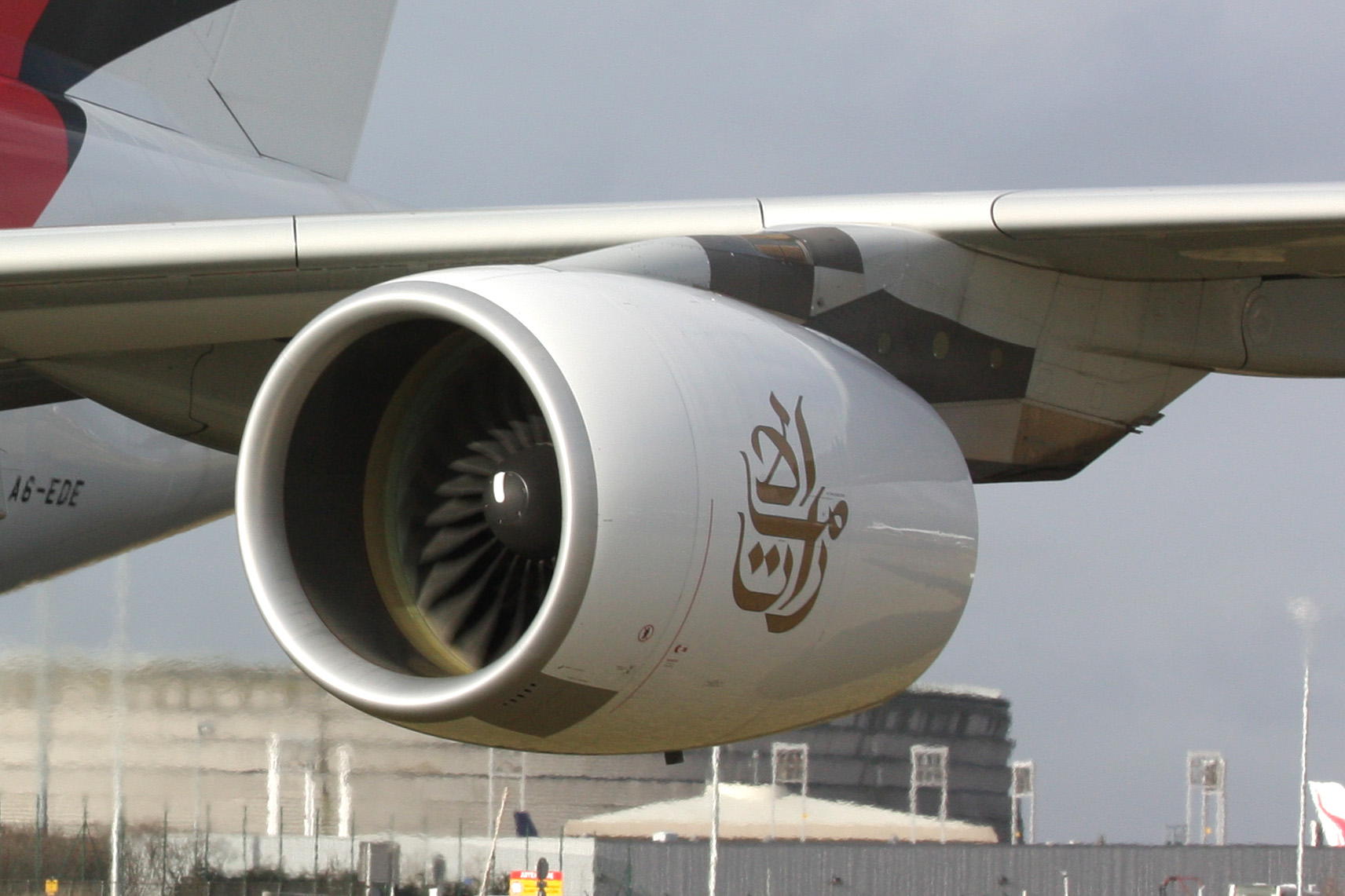
Il logo sul motore EA GP7200 di un Airbus A380

### Slogan
L'attuale slogan della compagnia è "Hello Tomorrow" (spesso accompagnato da "Where will Tomorrow take you?" ossia:"Dove vi porterà il Domani?". Tra gli slogan recenti si ricordano "Vola Emirates. Continua a scoprire" (Fly Emirates. Keep discovering), che si riferiva alla continua espansione del network di Emirates, ad oggi includente oltre 100 destinazioni su 6 continenti e "Vola Emirates: incontra Dubai" (Fly Emirates. Meet Dubai), utilizzato principalmente per promuovere Dubai come destinazione turistica.
Altri slogan usati in passato includono:
- Emirates. The finest in the Sky - Emirates. Il meglio nel Cielo
- Be Good to yourself. Fly Emirates - Sii Buono con te stesso. Vola con Emirates
- When was the last time you did something for the first time. Fly Emirates. - Quand'è stata l'ultima volta che hai fatto qualcosa per la prima volta. Vola con Emirates
- Fly Emirates. Keep Discovering - Vola con Emirates. Continua a scoprire
- Fly Emirates. Meet Dubai - Vola con Emirates. Incontra Dubai

### Livrea

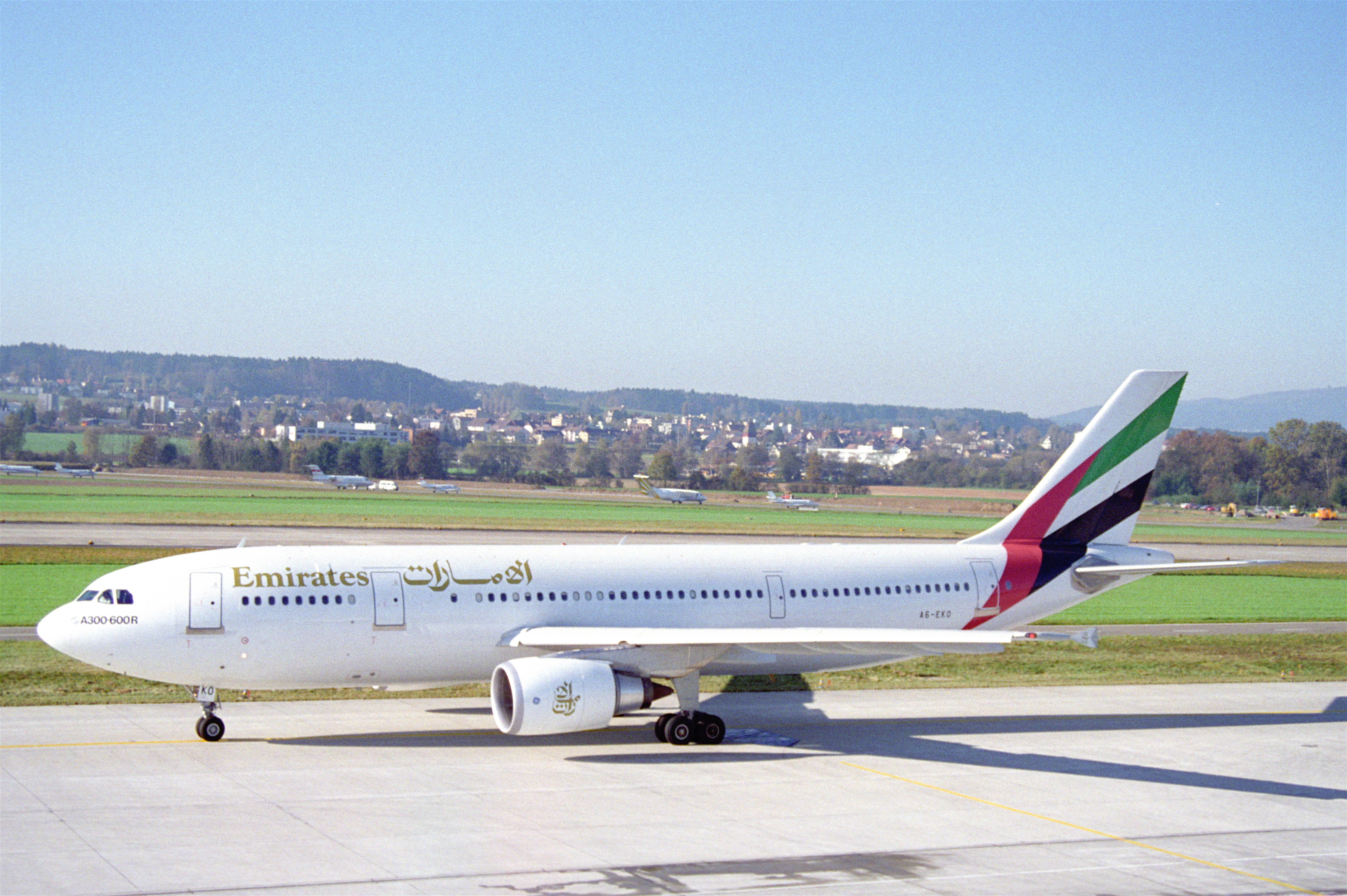
La livrea in uso dal 1985 al 1999, su un Airbus A300-600.

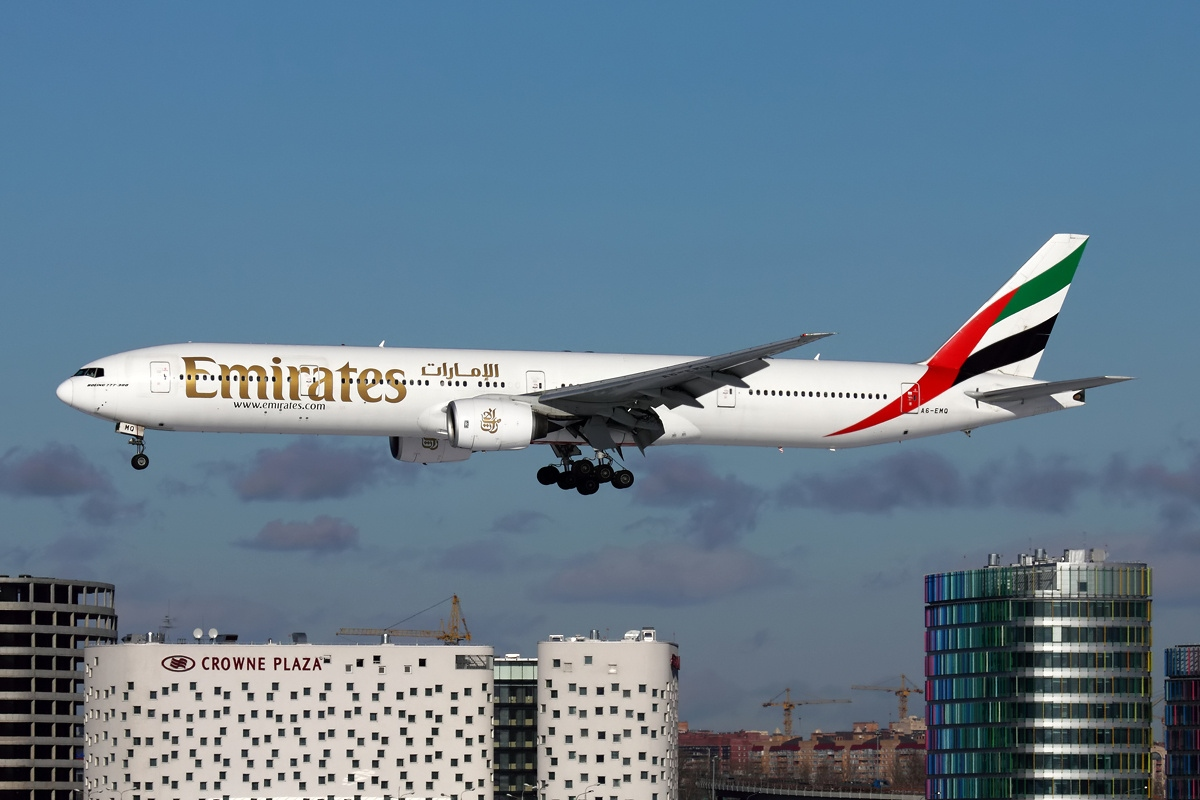
La livrea in uso dal 1999 al 2023, su un Boeing 777-300.

Fin dalla fondazione nel 1985, sebbene con delle differenze nel corso degli anni, tutti i velivoli Emirates portano una parte della bandiera degli Emirati Arabi Uniti sulla coda, il logo arabo sulla gondola esterna di ogni motore, e il marchio "Emirates" in oro, sia in inglese sia in arabo, sulla fusoliera. La livrea originale del 1985 è stata modificata una prima volta nel 1999. Tra i cambiamenti apportati figurava un nuovo logo, l'ingrandimento e lo spostamento del marchio inglese "Emirates" (quello arabo rimane più piccolo) verso la parte anteriore dell'aereo e una bandiera differente sulla coda.
Nel marzo del 2023 la compagnia ha nuovamente aggiornato la propria livrea. Rispetto a quella in uso negli oltre vent'anni precedenti, la bandiera sul timone di coda presenta un effetto tridimensionale accentuato, la scritta Emirates è stata ulteriormente ingrandita, e gli winglets alle estremità delle ali sono ora colorati di rosso.

### Sponsorizzazioni
Emirates è lo sponsor principale dell'Arsenal, il cui stadio si chiama Emirates Stadium, del quale detiene i diritti d'immagine. Inoltre Emirates è anche lo sponsor di altri importanti club come ad esempio il Milan in Italia, l'Amburgo in Germania, l'Olympique Lione in Francia, il Benfica in Portogallo e il Real Madrid in Spagna. Il giorno 12 febbraio 2010, il Milan ha firmato un contratto della durata di 4 anni a partire dalla stagione 2010/2011 con l'opzione per il quinto anno. In Formula 1 è stato, per due stagioni, lo sponsor della McLaren-Mercedes ed in occasione della competizione velistica America's Cup 2007 ha supportato e supporta tuttora, nella ragione sociale, il team New Zealand. Dal 29 luglio 2011, anche il Real Madrid ha firmato un accordo quinquennale con la compagnia aerea degli Emirati. Un nuovo accordo di sponsorizzazione è stato raggiunto con il Benfica. Altri accordi includono la sponsorizzazione di svariate squadre di cricket. Nella stagione 2016, diventa main sponsor del Gran Premio del Giappone di Formula 1, mentre dalla stagione 2018 sponsorizza anche quello di Spagna e di Germania. A novembre 2015, la compagnia aerea lancia in Italia un nuovo spot che coinvolge la TV e Internet a livello globale, scegliendo Jennifer Aniston per la nuova campagna, per un budget di 20 milioni di dollari.

### Sussidiarie

#### Emirates SkyCargo

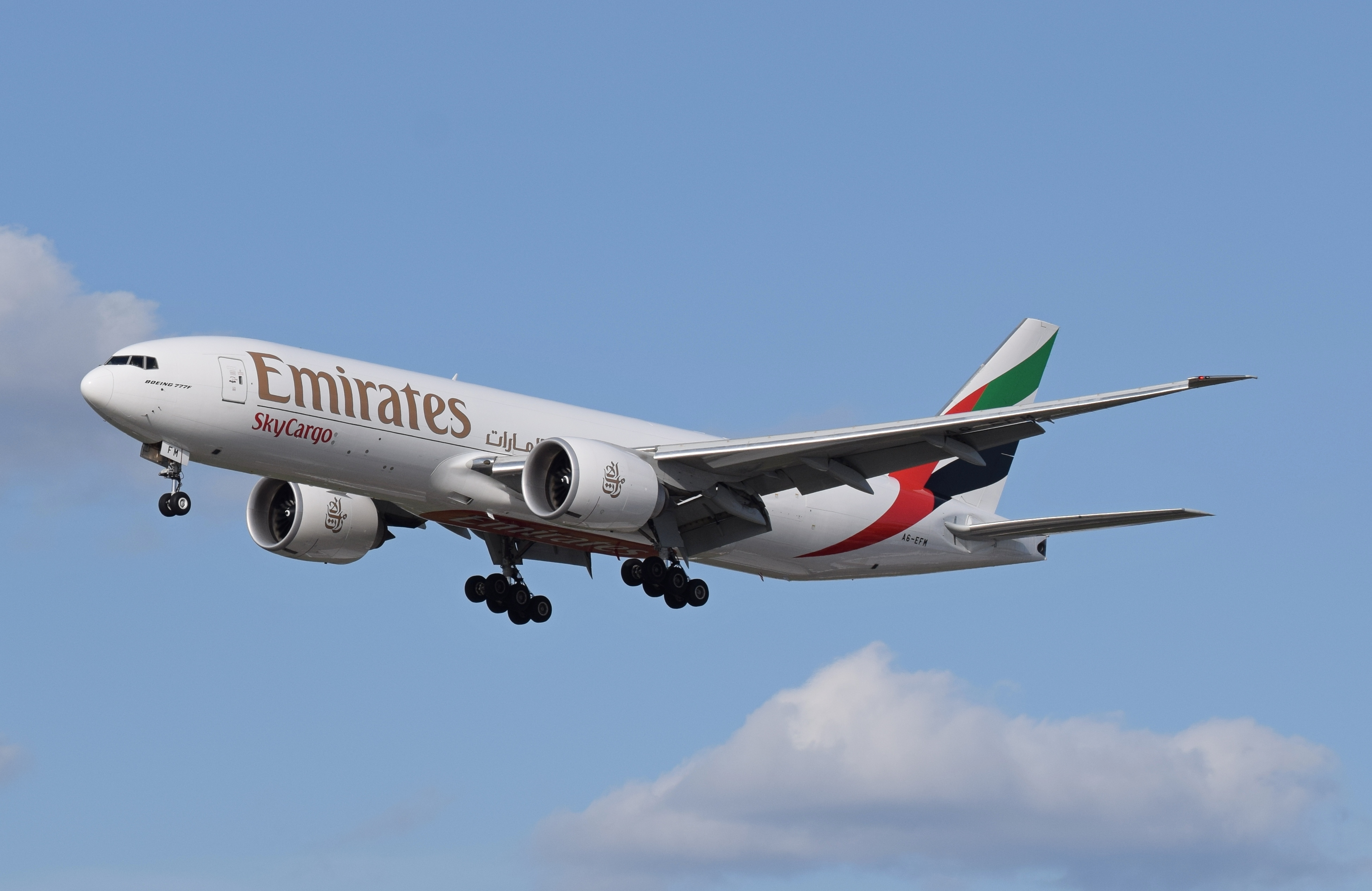
Un Boeing 777F della Emirates SkyCargo a Londra.

Emirates SkyCargo è la divisione di trasporto merci di Emirates. Ha iniziato le operazioni nell'ottobre 1985, lo stesso anno in cui è stata costituita Emirates e ha lanciato i propri servizi aerei nel 2001 con un Boeing 747 Freighter. Serve 10 destinazioni, oltre ad altre in comune con la rete passeggeri. A gennaio 2021, opera con 11 Boeing 777F.

#### Emirates Executive
Emirates Executive è stato lanciato nel 2013 per charter aziendali e privati. Gestisce un unico business jet Airbus ACJ319, che può ospitare 19 persone. Presenta un mix di suite private e: posti a sedere, un salotto, una zona pranzo e bagni con docce.

## Cabina

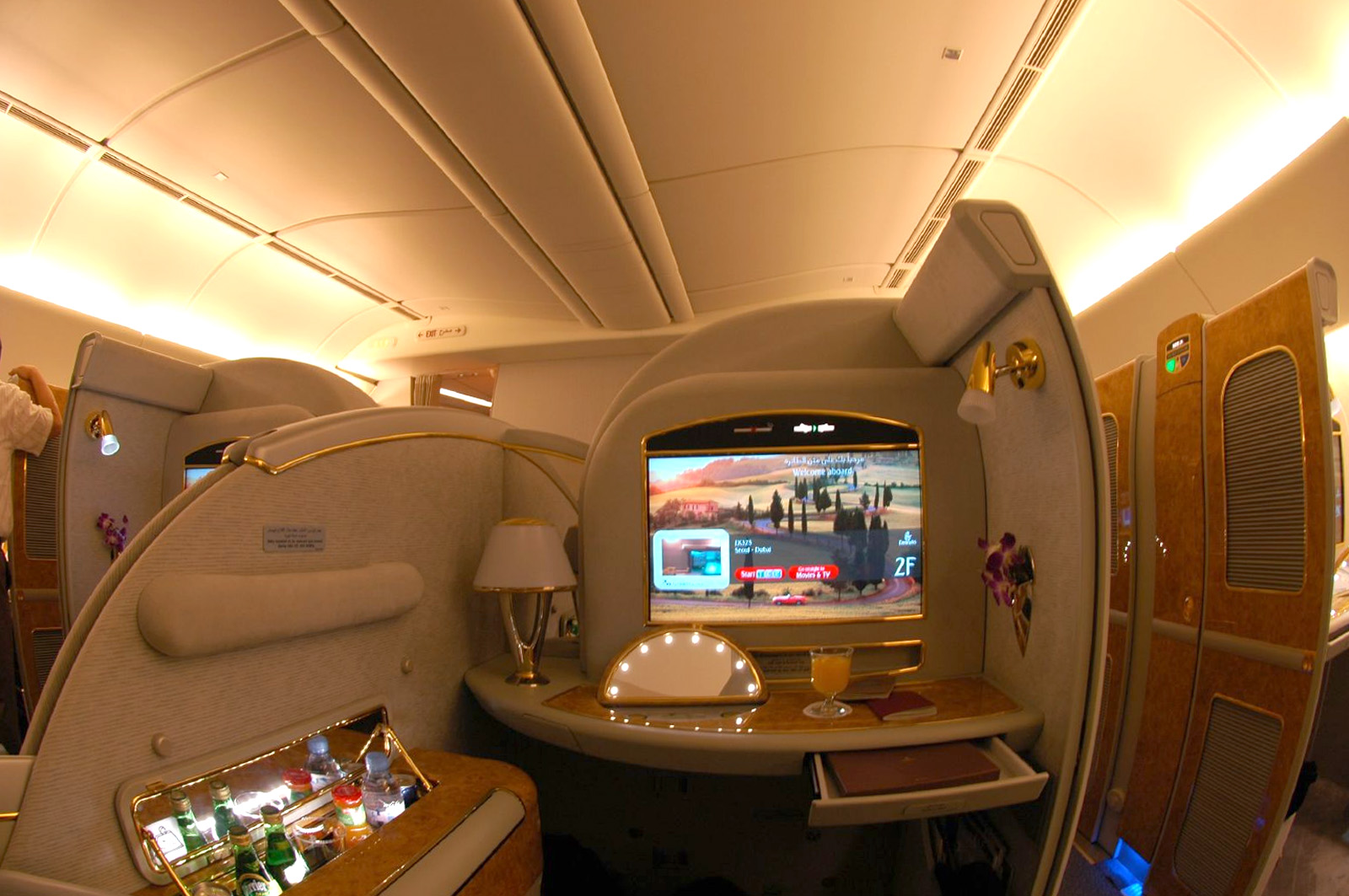
Una suite di prima classe su un Boeing 777-200LR.

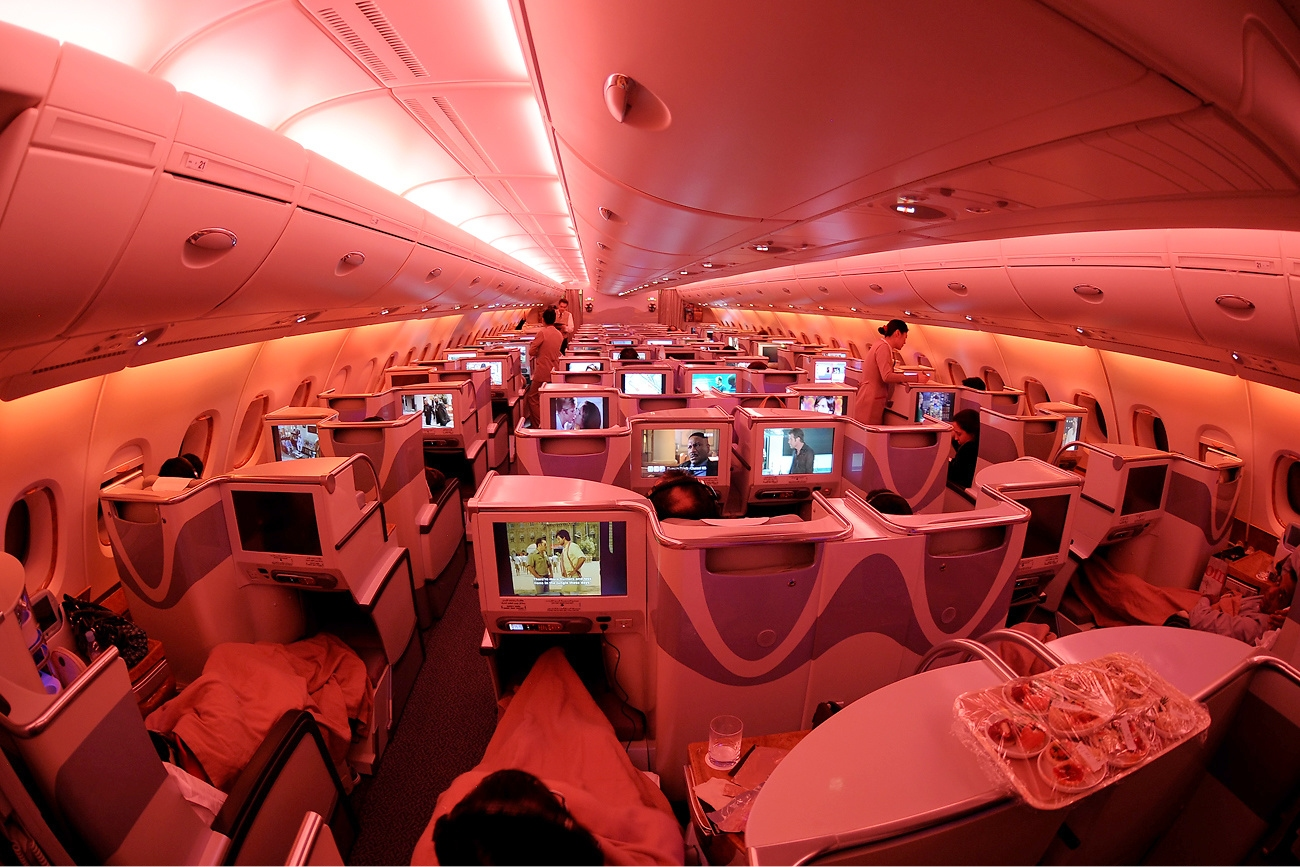
La classe business di un Airbus A380.

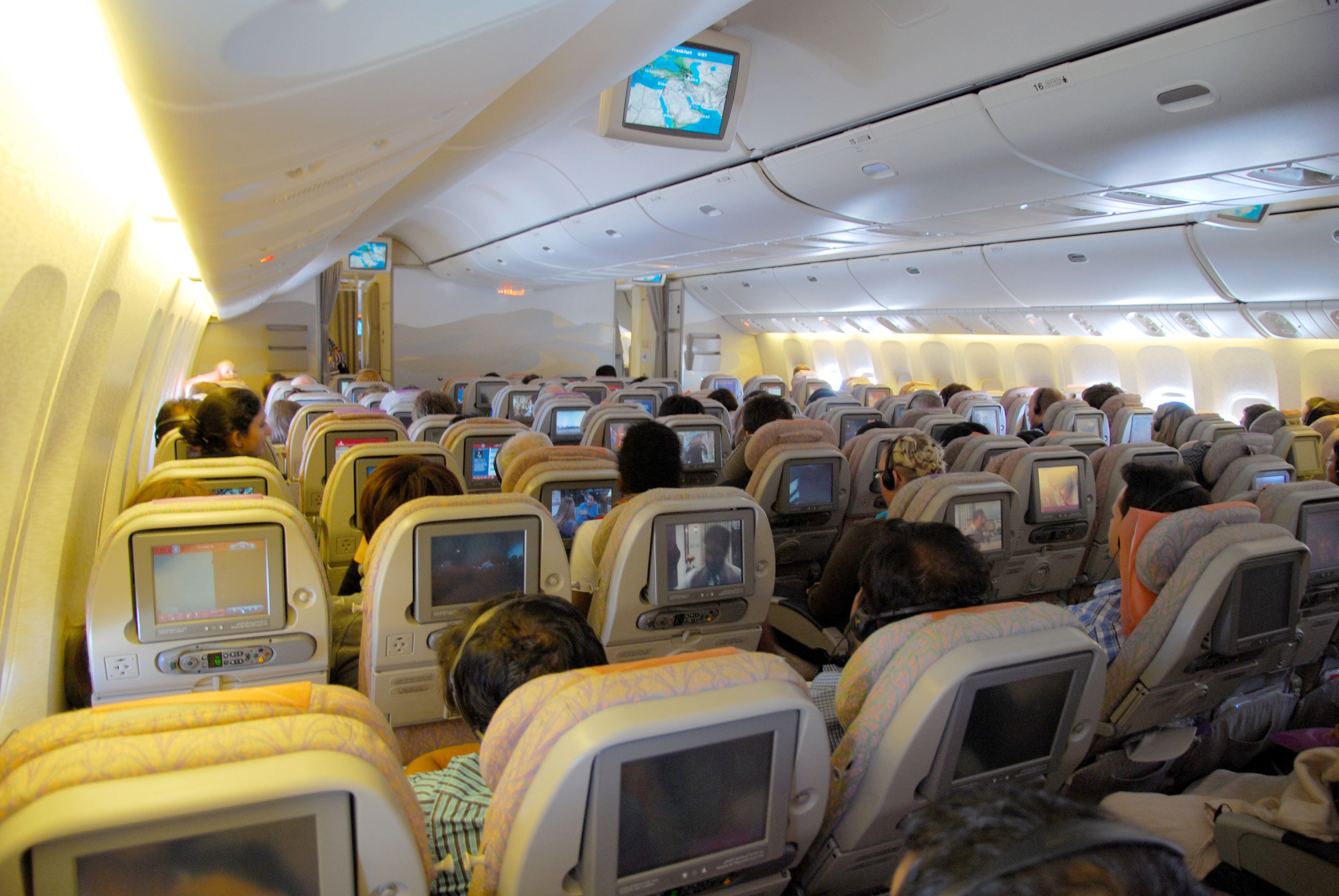
La classe economica di un Boeing 777-300ER.

### Prima classe
Esistono tre tipi di poltrone in prima classe: le suite complete (con porte), i posti letto "Skycruiser" (senza porte) e i posti "Sleeper".
L'opzione suite completa prevede la privacy dovuta alla chiusura delle porte, un minibar, un attaccapanni e un armadio. Inoltre è disponibile il sistema ICE (vedi in seguito) su uno schermo LCD da 23 pollici. Il sedile può convertirsi in un letto completamente piatto lungo 2 metri. Le suite complete sono disponibili su tutti gli Airbus A380-800, i Boeing 777-200LR e alcuni 777-300ER.
Il servizio di prima classe include inoltre la possibilità di richiedere l'attivazione del servizio cucina in qualsiasi momento del volo, per la preparazione di spuntini o piatti completi. Solo a bordo degli A380, vi sono inoltre 2 docce utilizzabili dai passeggeri e dei bar dislocati nel piano superiore. Una volta in aeroporto, si dispone dell'accesso alle lounge Emirates e di un'auto privata con chauffeur.

### Classe business
Le classi business dei Boeing 777 presentano posti con un passo di 60 pollici, reclinabili fino all'ottenimento di letti della lunghezza di 2 metri. Ogni poltrona dispone di uno schermo di 17 pollici con il sistema ICE (vedi in seguito), prese di corrente, telecomando touch screen e minibar. I passeggeri possono disporre del servizio cucina e, solo sugli Airbus A380, hanno l'accesso ai bar in comune con la prima classe. Una volta in aeroporto, si dispone dell'accesso alle lounge Emirates e di un'auto privata con chauffeur.

### Classe economica premium
Nel settembre del 2018 Emirates ha annunciato che avrebbe installato la classe economica premium su tutti gli aerei ricevuti nuovi a partire dal 2021, e dal 2022 gradualmente anche su molti degli A380 e dei 777-300ER già in servizio. Rispetto alla classe economica, i sedili sono più spaziosi e dispongono di poggiapiedi e poggiatesta regolabili, oltre che di un tavolino più ampio che si estrae dal bracciolo. Ai passeggeri è fornito un kit di bordo e per i pasti è previsto un menù dedicato.

### Classe economica
I posti della classe economica hanno un passo di 31 pollici. Ogni sedile dispone di un monitor personale con sistema ICE (vedi in seguito) dove sono disponibili più di 1.500 canali, un servizio dedicato per SMS e telefonate e una connessione ad internet. Per tutti i passeggeri è a disposizione la cucina dell'aereo e per i bambini sono disponibili libri e giocattoli.

## Servizi

### Catering

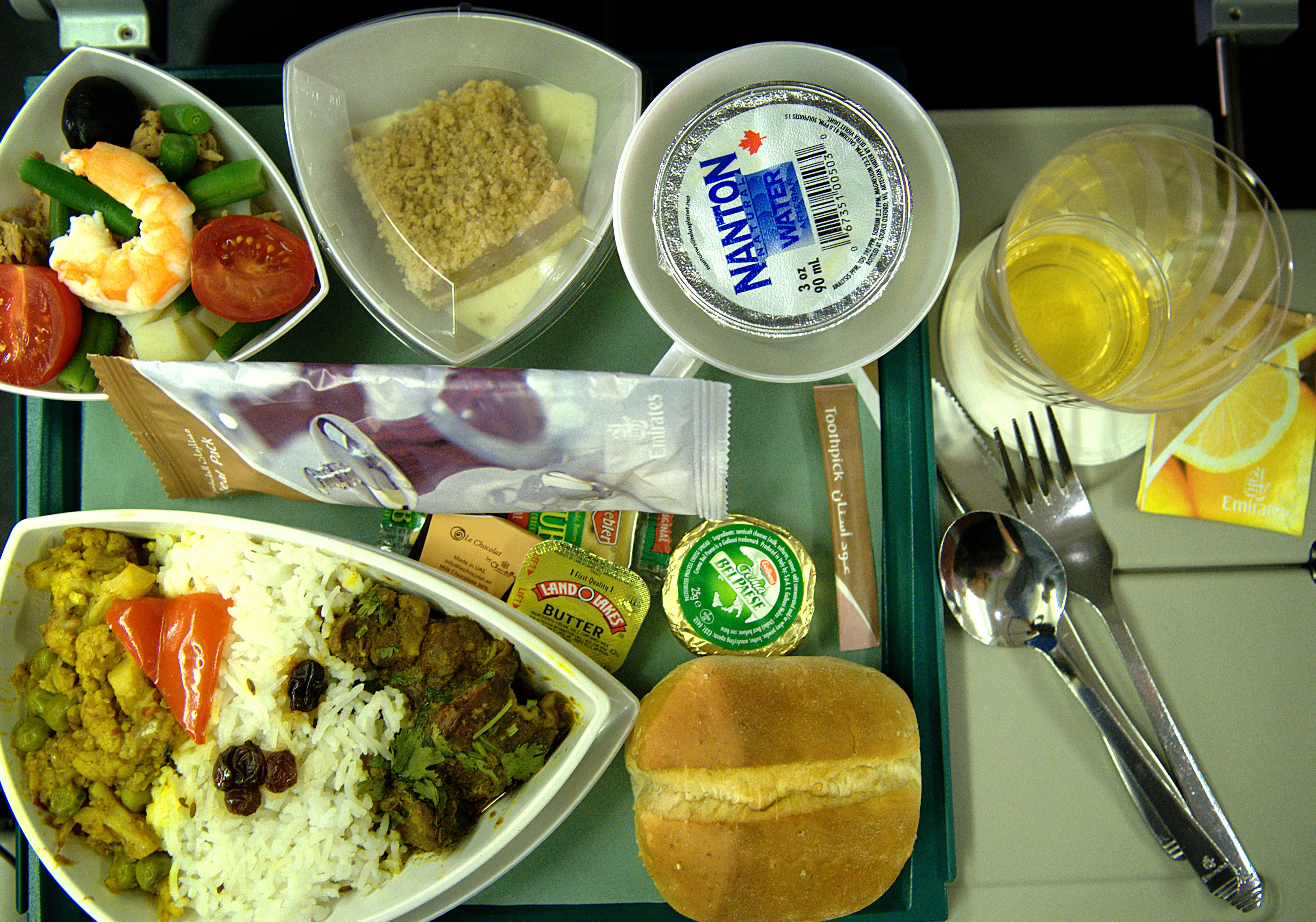
Un pasto nella Economy Class.

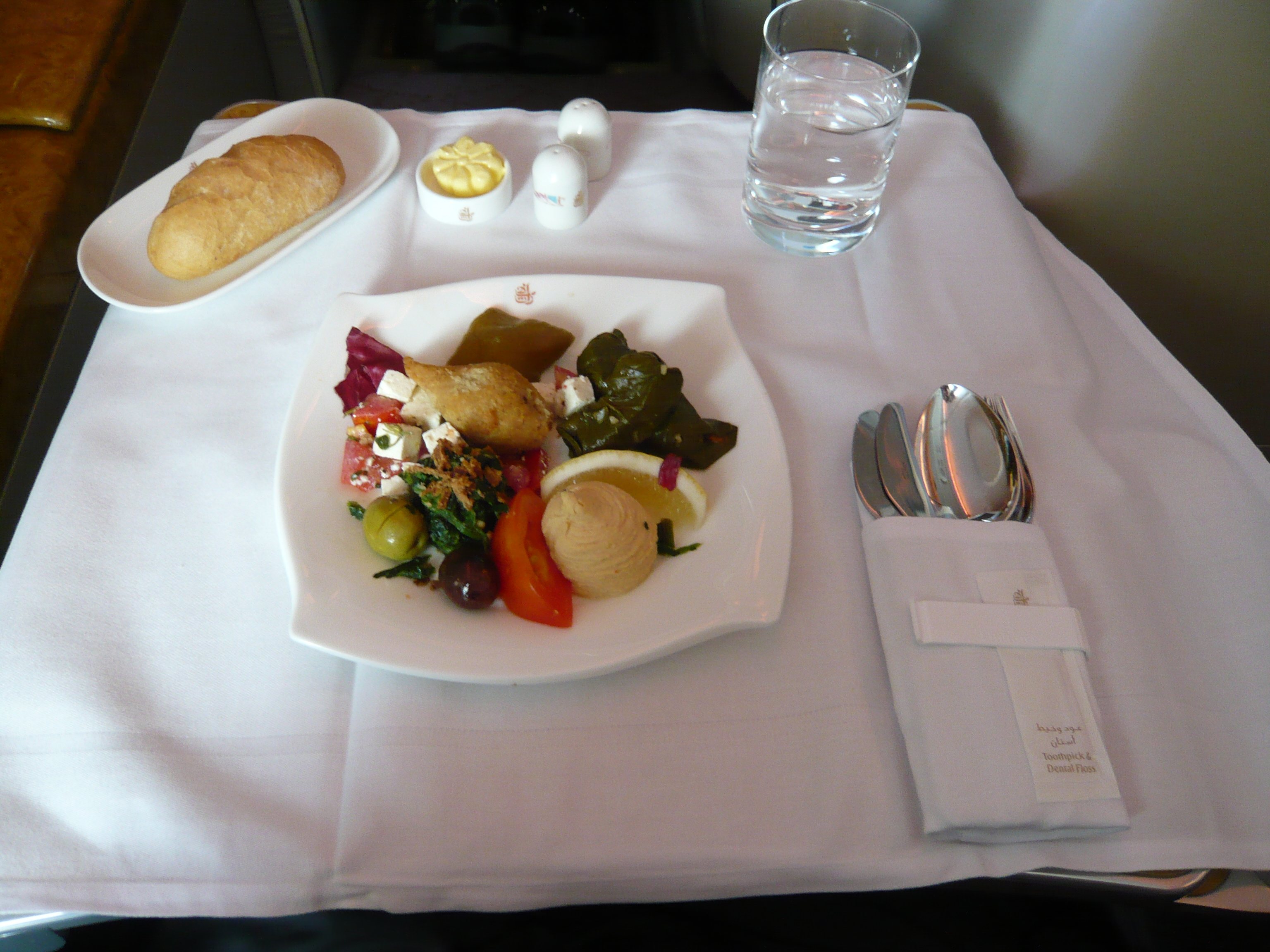
Un antipasto nella Business Class.

Il catering sui voli Emirates da Dubai International è fornito da Emirates Flight Catering, che gestisce una delle più grandi strutture di catering per compagnie aeree del mondo. Emirates offre anche opzioni per pasti speciali, in tutte le classi, in base a età, restrizioni dietetiche, preferenze e osservanza religiosa. I pasti speciali devono essere ordinati in anticipo, almeno 24 ore prima dell'orario di partenza del volo. Tutti i pasti, tuttavia, sono preparati secondo le linee guida dietetiche Halal. Nel giugno 2018, Emirates ha firmato una joint venture da 40 milioni di dollari con Crop One Holdings di Oakland, in California, per costruire e mantenere la più grande struttura di coltivazione idroponica del mondo. Fornirà raccolti giornalieri di circa 3 tonnellate di verdure a foglia verde a tutti i voli, con una fattoria verticale interna di quasi 150.000 piedi quadrati.

### Intrattenimento a bordo

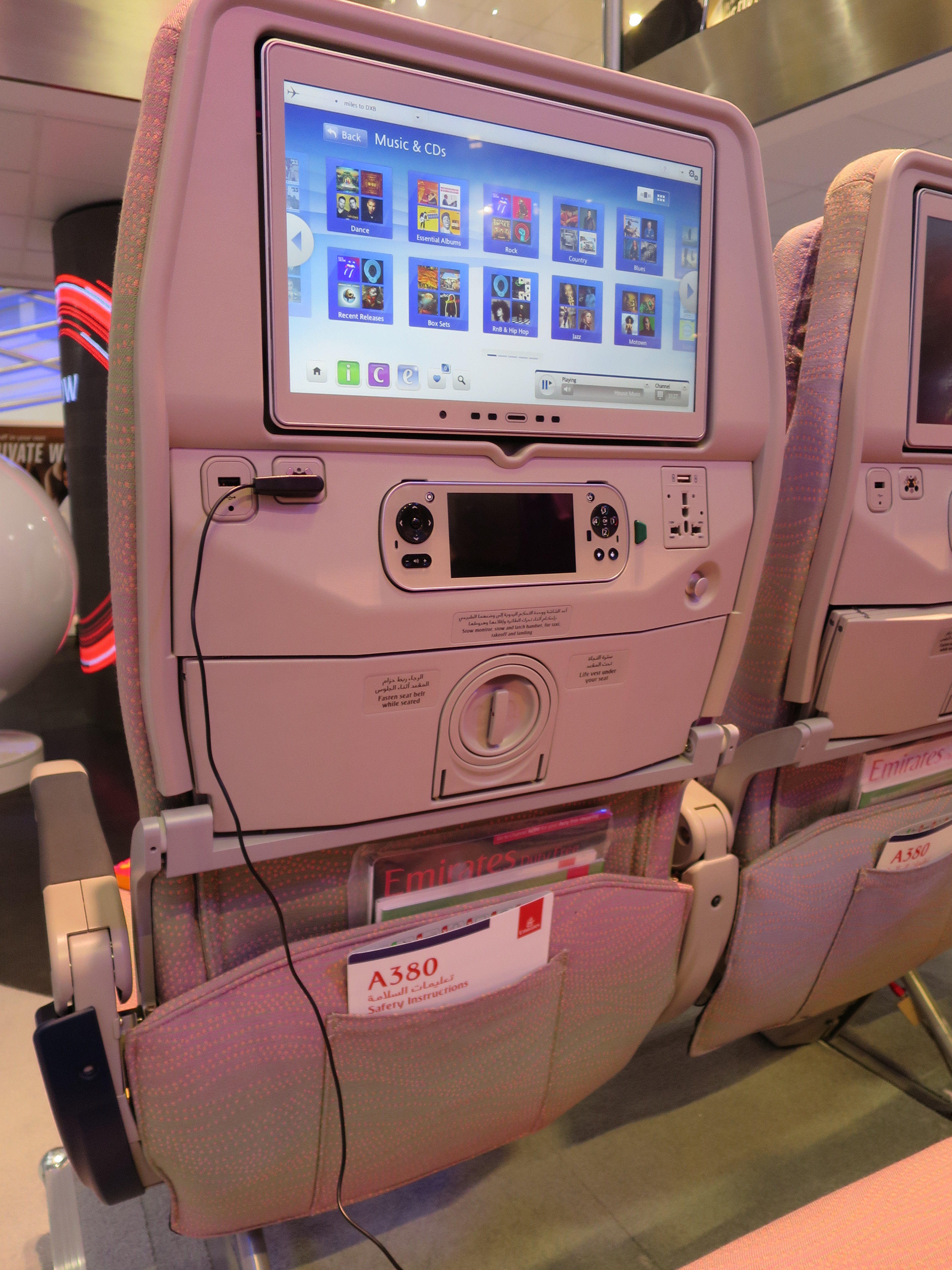
Intrattenimento a bordo nella Economy Class di un A380.

ICE - Information, Communication, Entertainment (Informazione, comunicazione, divertimento) è il sistema di intrattenimento a bordo offerto da Emirates.
Il sistema, introdotto nel 2003, è presente su tutti gli Airbus A380 e su tutti i Boeing B777 e comprende svariate centinaia di canali. Una versione aggiornata introdotta nel luglio 2007, ICE Digital Widescreen, è presente su tutti gli aerei più nuovi.
ICE Tv Live è un nuovo tipo di sistema ICE presente per ora in un numero limitato di Boeing 777 ma in diffusione presso tutti gli aerei Emirates.
ICE è basato su un sistema operativo prodotto da Panasonic per il sistema EX; ICE Digital Widescreen offre il più grande schermo al mondo in tutte le classi e si basa sul nuovo sistema EX3. ICE include un collegamento diretto con BBC News: è stato il primo programma ad essere collegato con un sistema di aggiornamento automatico delle notizie. Altre funzioni sono un software che consente a tutti i passeggeri di accedere alle immagini fornite in diretta da telecamere poste all'esterno dell'aereo, durante il decollo, in volo e all'atterraggio, e la possibilità di disporre di un collegamento internet ad alta velocità e di accedere a canali televisivi internazionali.
È presente un collegamento a un server interno che consente ai passeggeri sia di leggere, scrivere o inviare email dall'aereo, sia di conversare con i passeggeri seduti negli altri posti in una chat interna o tramite collegamento vocale utilizzando il retro del telecomando. Dal 2008, grazie ad un accordo con AeroMobile, è possibile utilizzare il telefono cellulare durante il volo per chiamare ed inviare messaggi su tutti gli aerei, in molti dei quali è anche disponibile una connessione Wi-Fi basata su Ku-Band di Panasonic.
ICE include musica, film e videogiochi. È possibile usufruire di: 130 film, 15 canali VOD, 60 canali televisivi pre-registrati, 350 canali audio e 50 videogiochi. Sin dal 2003, tutti i canali sono disponibili per qualsiasi passeggero, con la possibilità di bloccare, far avanzare o rivisualizzare i contenuti.
Emirates è stata la prima compagnia aerea al mondo ad introdurre schermi personali per tutti i passeggeri, in quanto l'applicazione dei primi schermi dietro ai sedili anteriori risale al 1992. Per tutte e 3 le classi di viaggio è disponibile un sistema di intrattenimento personale. Il sistema ICE fornito da Emirates è stato premiato molte volte dalla sua introduzione nel 2003 ed è ritenuto il migliore al mondo.

### Programma frequent flyer
Emirates Skywards è il programma frequent flyer di Emirates lanciato nel 2000. Il programma contava oltre 16 milioni di membri nel 2016. Il programma utilizza due sistemi di punti separati: le miglia Skywards come valuta che può essere riscattata per i vantaggi e le miglia di livello come metrica che determina lo stato di livello di un socio.
Ci sono quattro livelli: blu, argento, oro e platino. Una volta che un cliente si registra, diventa un membro Blue. Questa registrazione è gratuita. Il livello Silver richiede 25.000 miglia di livello, il livello Gold richiede 50.000 miglia di livello e il livello Platinum richiede rispettivamente 150.000 miglia di livello per la qualificazione.
Dal 2016, Emirates ha collaborazioni frequent flyer con: Alaska Airlines, easyJet, Japan Airlines, Jet Airways, JetBlue, Jetstar, Korean Air, Malaysia Airlines, Qantas, S7 Airlines, South African Airways, TAP Portugal, Virgin America, Air Mauritius e GOL.
Emirates Skywards ha stretto una partnership con Starwood Preferred Guest (noto anche come SPG, il programma fedeltà di Starwood Hotels and Resorts) per portare i suoi soci Your World Rewards. Ciò consente ai soci di guadagnare sia Miglia Skywards che Starpoint (la valuta fedeltà per il programma SPG) quando volano con Emirates verso oltre 150 destinazioni o soggiornano in uno dei 1.200 hotel e resort Starwood di SPG.
Un'altra partnership degna di nota è la partnership di Emirates Skywards con Dubai Duty Free (DDF) che è stata lanciata nel 2016. Questa partnership consente ai membri di spendere le loro Miglia Skywards presso i punti Duty Free di Dubai partecipanti quando viaggiano attraverso gli aeroporti di Dubai. I soci possono riscattare le loro Miglia Skywards per prodotti duty-free all'aeroporto Internazionale di Dubai e Al Maktoum International a Dubai South. I riscatti partono da 4.500 Miglia Skywards (del valore di 100 AED) e i soci possono riscattare immediatamente le Miglia Skywards al momento del pagamento. Ogni Dirham (AED) aggiuntivo equivale a 45 Miglia Skywards e non esiste un limite massimo al numero di Miglia Skywards spendibili.
Dal 28 agosto 2016, Emirates Skywards consente ai suoi soci di utilizzare le miglia o una combinazione di contanti+miglia (C+M) come forma di pagamento.
Questo vantaggio consente ai soci di riscattare un minimo di 2000 Miglia Skywards e un massimo dell'importo totale della tariffa base in Miglia Skywards. Cash + Miles viene utilizzato come forma di pagamento solo per la tariffa base ed esclude tasse e addebiti imposti dal vettore. Questo vantaggio è disponibile solo sui voli Emirates e non su altre compagnie aeree con cui Emirates ha un accordo di code-share.
Cash+Miles offre ai soci Emirates Skywards più scelta e flessibilità quando si tratta di spendere le loro Miglia Skywards. È disponibile in tutte le classi ed è applicabile a tutti i tipi di tariffa.

### Lounges

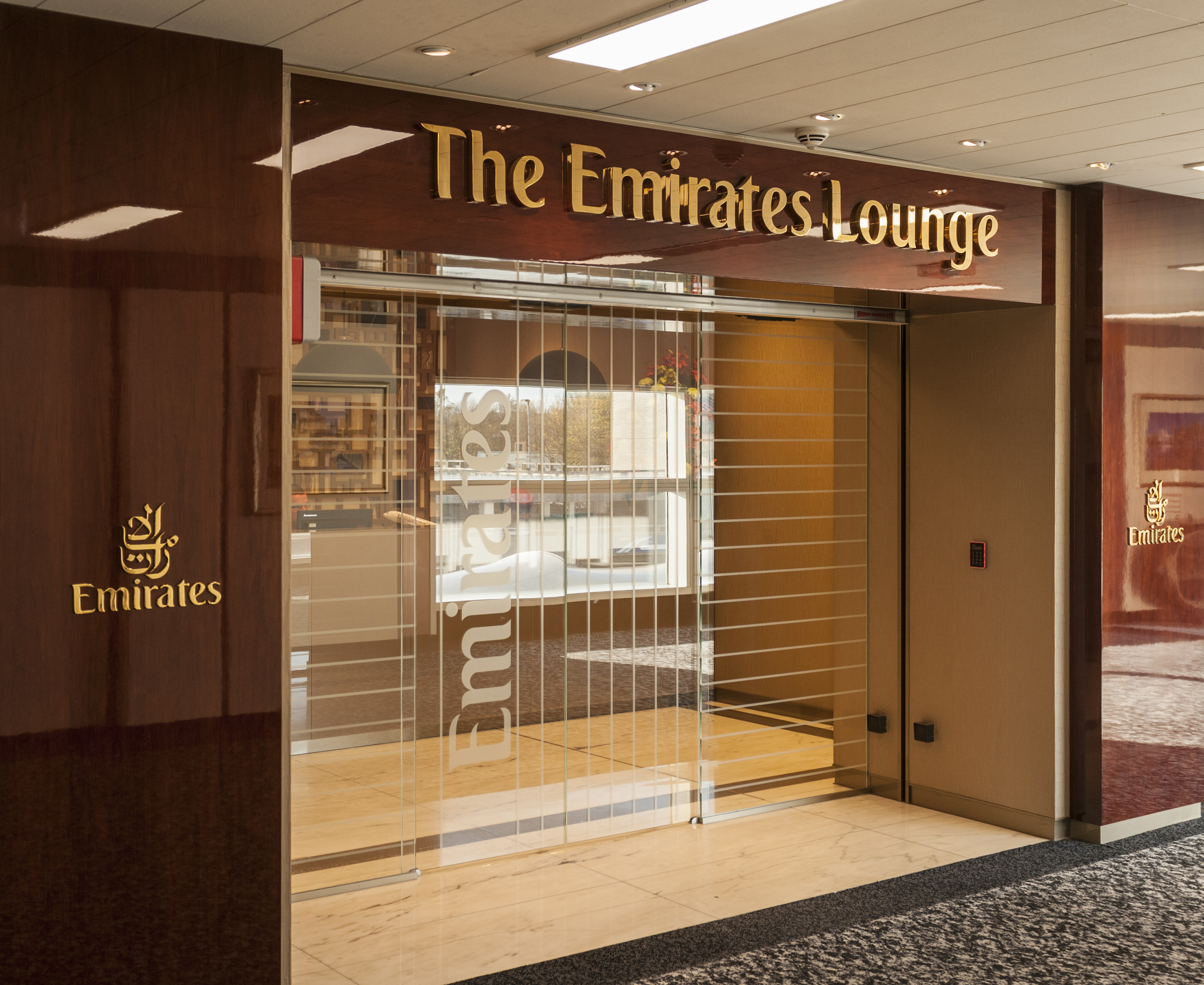
La lounge di Emirates a Glasgow.

I passeggeri di First e Business Class e i soci Skywards Platinum e Gold hanno accesso a 33 lounge Emirates in 32 città. I soci Skywards Silver possono utilizzare solo le lounge dell'aeroporto di Dubai. Negli aeroporti in cui Emirates non dispone di una sala partenze, solitamente viene fornita una sala partenze di terze parti per i passeggeri di First e Business class e per i soci Skywards Platinum e Gold.

### Chauffeur-drive
I trasferimenti aeroportuali gratuiti con autista sono disponibili per i passeggeri di Business e First Class in oltre 75 città per gli aeroporti.
A Dubai, Emirates utilizza la nuova BMW Serie 5 per i passeggeri di Business Class e la berlina Mercedes-Benz classe S per i passeggeri di First Class.
In altri paesi, il tipo di veicolo varia a seconda della posizione e del fornitore di servizi che la compagnia aerea ha stipulato.

## Destinazioni
Nel 2023 Emirates serve una delle reti di collegamenti più estesa al mondo, con 157 destinazioni raggiunte in 83 Paesi, tra Africa, America del Nord e del Sud, Asia, Europa e Oceania.

### Accordi di codeshare
A marzo 2024 Emirates ha accordi di codeshare con le seguenti compagnie:
- Air Canada
- Air Malta
- Air Mauritius
- airBaltic
- Airlink
- Azul Linhas Aéreas
- Bangkok Airways
- Batik Air
- China Southern Airlines
- Copa Airlines
- flydubai[40]
- Garuda Indonesia
- Gol Transportes Aéreos
- ITA Airways
- Gulf Air
- Japan Airlines
- Jetstar Airways
- Jetstar Asia Airways
- Korean Air
- LATAM Airlines Brasil
- Malaysia Airlines
- Philippine Airlines
- Qantas
- Qatar Airways
- Royal Air Maroc
- S7 Airlines
- SNCF (ferrovie francesi)
- SpiceJet
- TAP Portugal
- Thai Airways
- Trenitalia[41]
- Tunisair
- Uganda Airlines
- United Airlines
- WestJet

## Flotta

### Flotta attuale

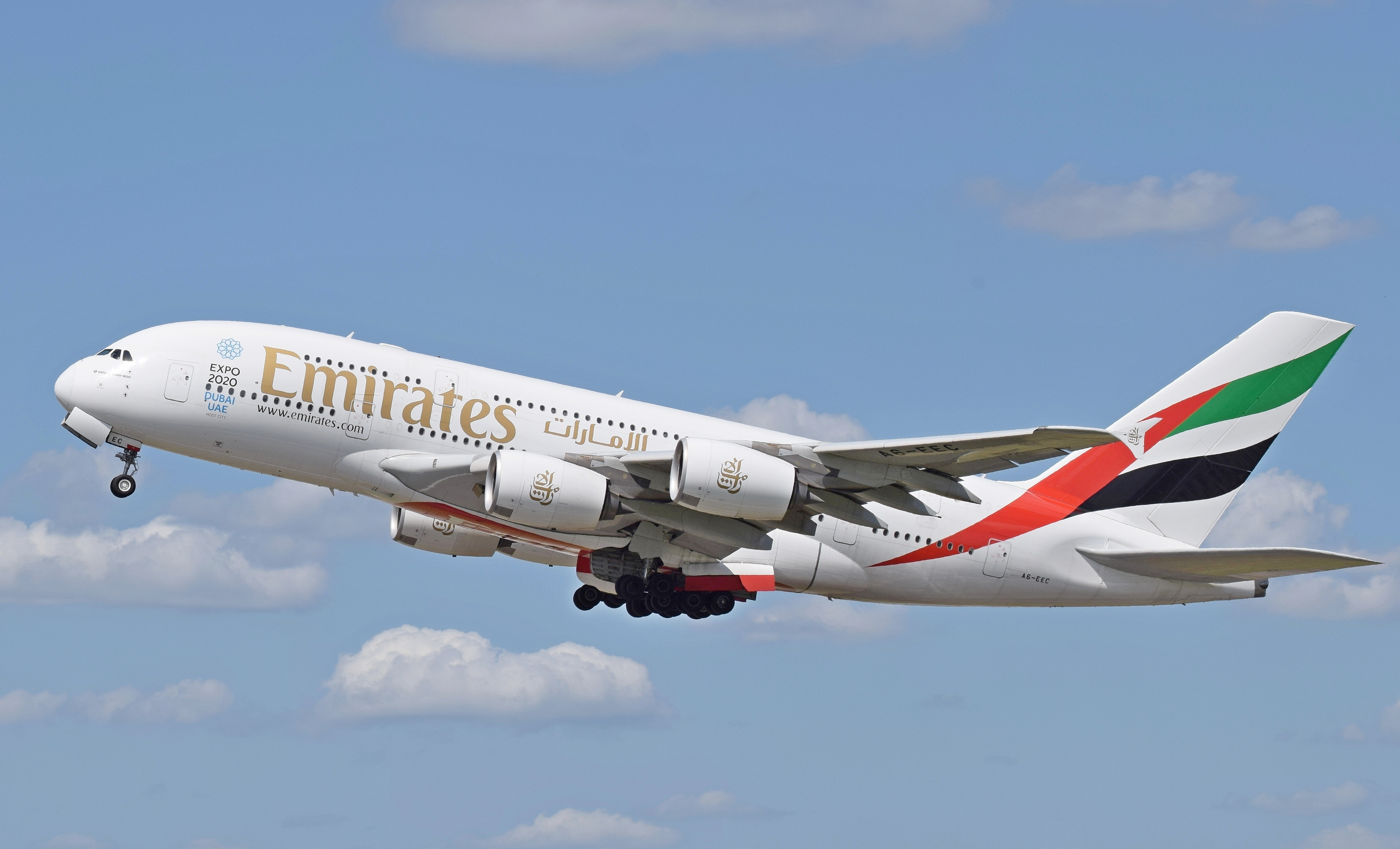
Un Airbus A380-800.

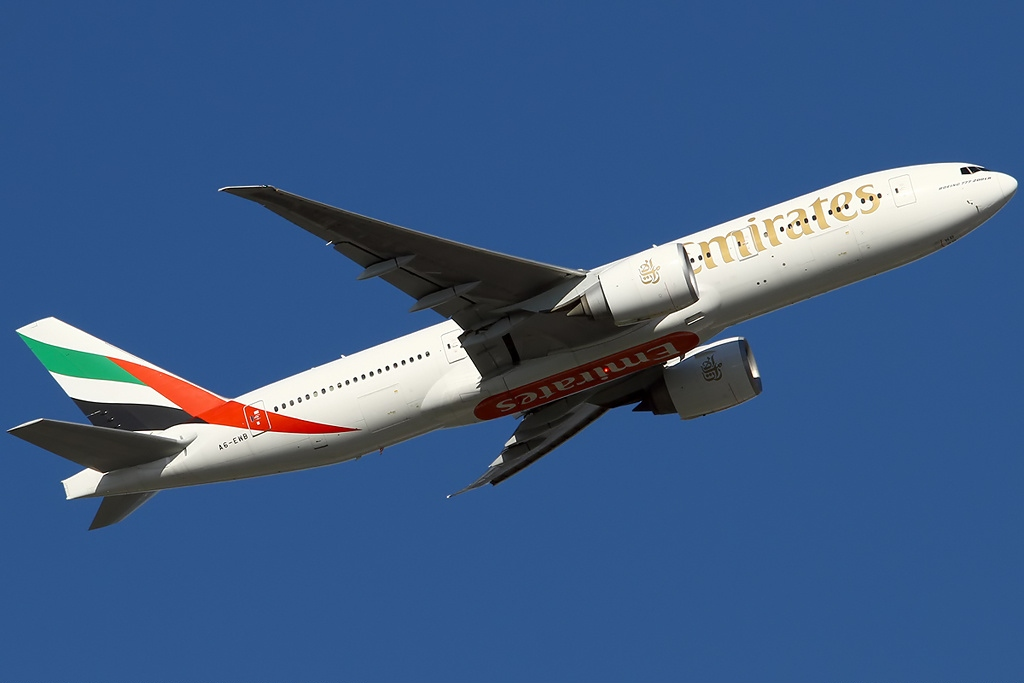
Un Boeing 777-200LR.

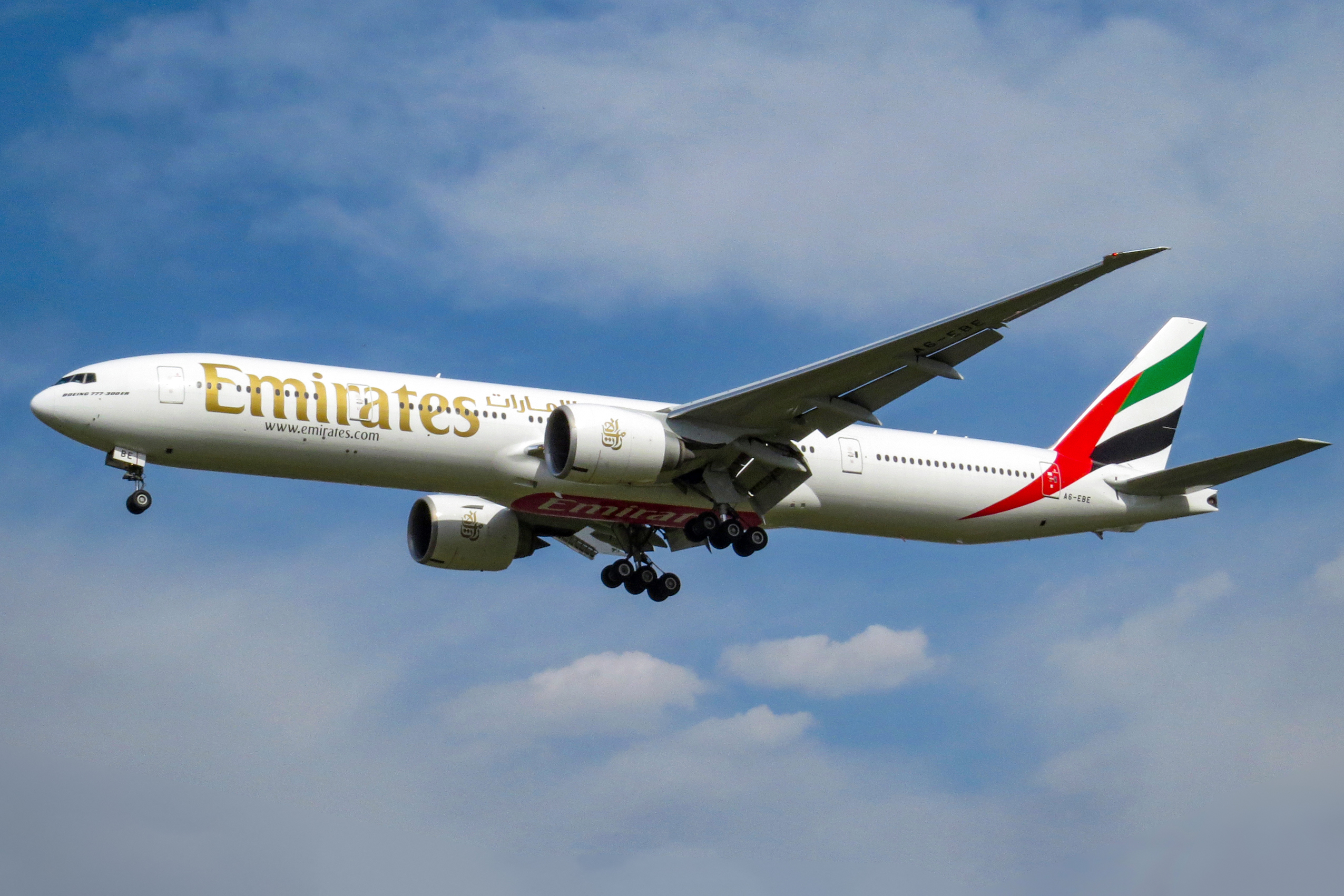
Un Boeing 777-300ER.

Emirates è il più grande utilizzatore mondiale di Airbus A380, nonostante una riduzione di esemplari rispetto all'ordine iniziale di 162, ed è una delle poche compagnie ad aver operato con tutte le versioni del Boeing 777, compresa quella cargo.
A maggio 2025, la flotta di Emirates consiste nei seguenti aeromobili:

### Flotta storica

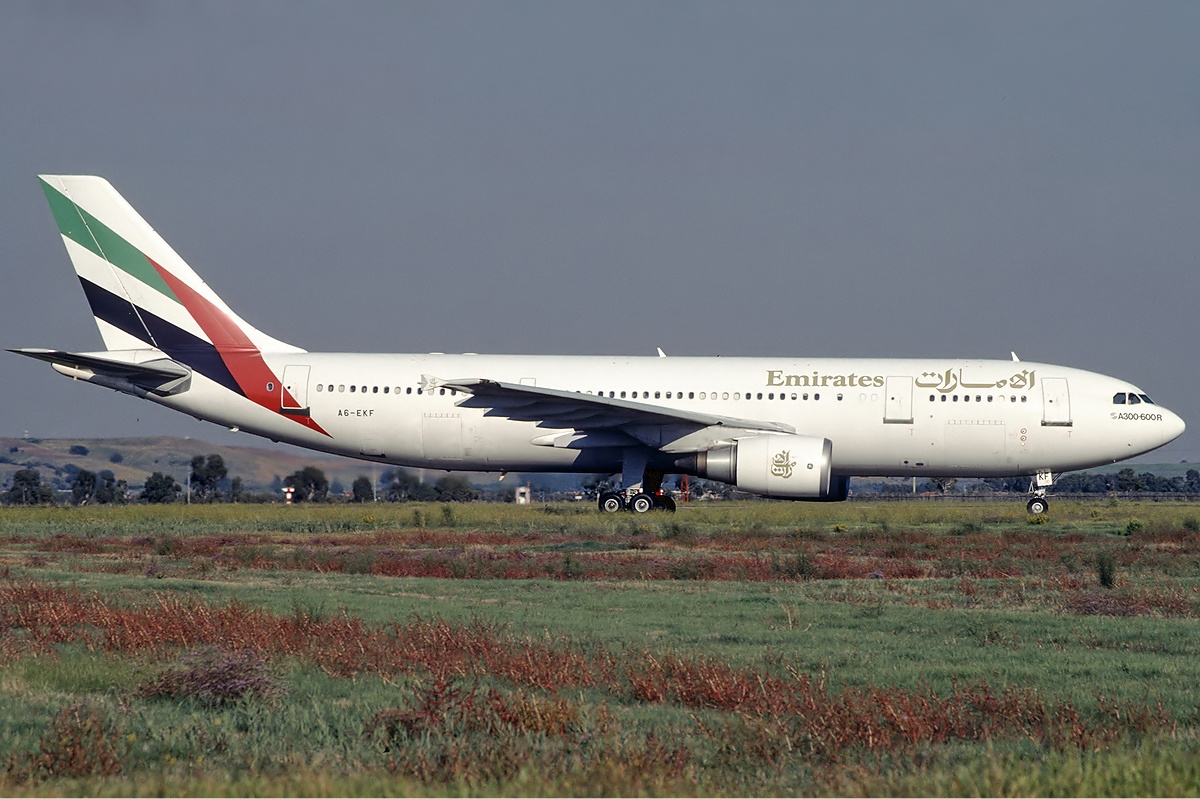
Un Airbus A300-600R.

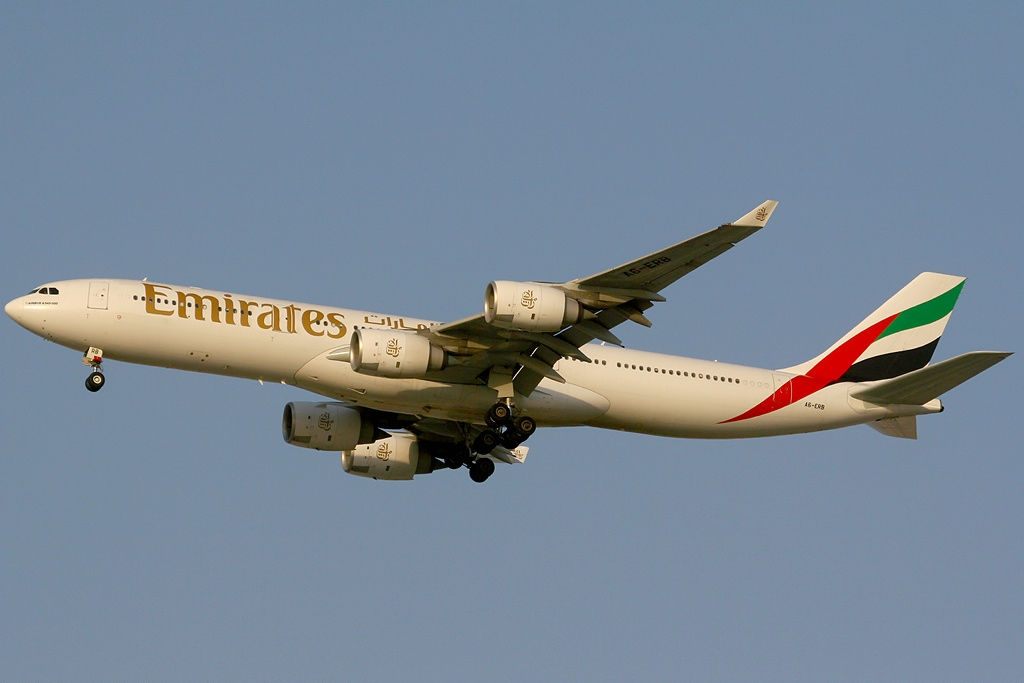
Un Airbus A340-500.

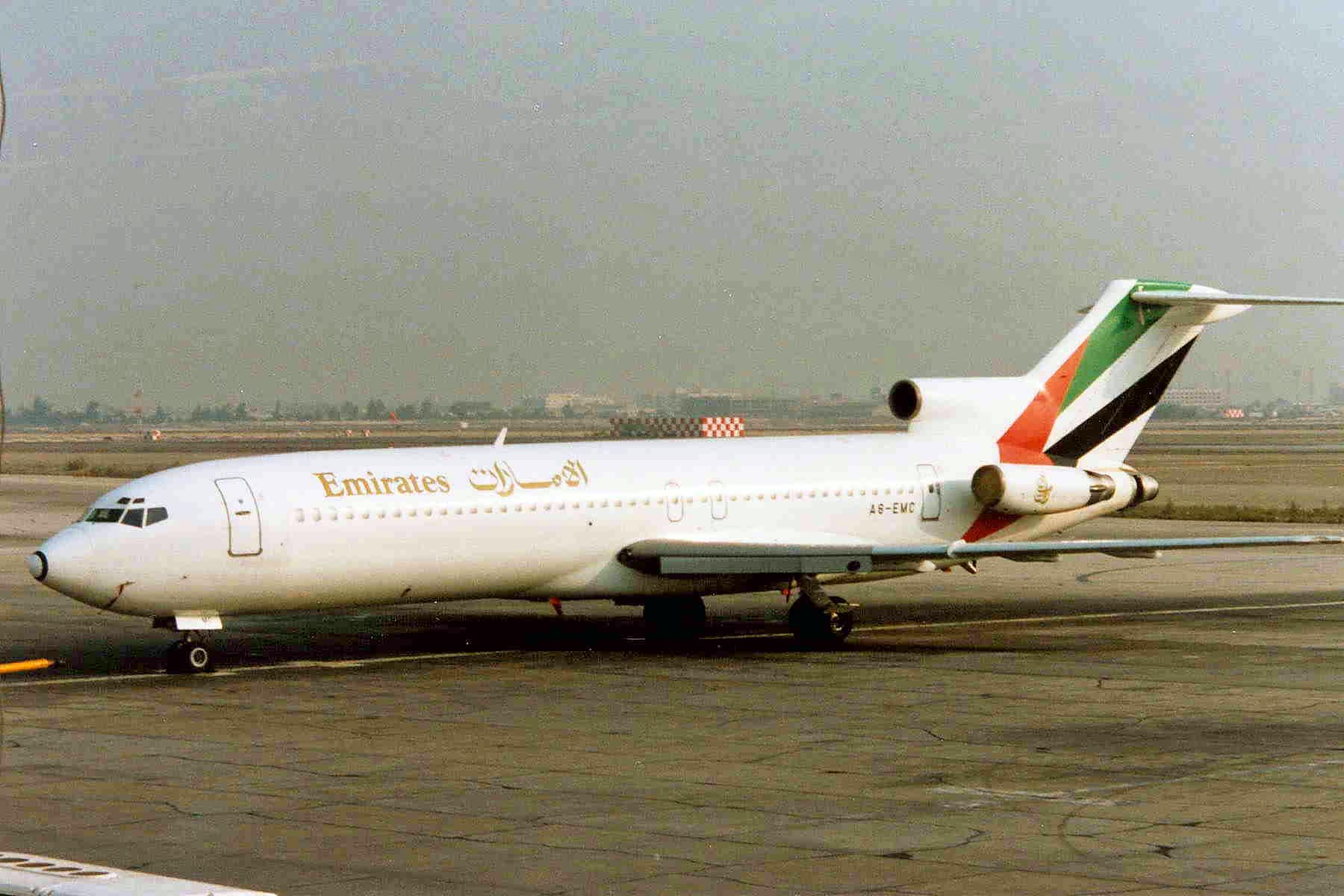
Un Boeing 727-200.

Emirates operava in precedenza con i seguenti aeromobili:

### Piani futuri

#### Airbus A380
Il 28 luglio 2008, Emirates ha ricevuto il suo primo Airbus A380-800 e nell'agosto 2008 è diventata la seconda compagnia aerea a operare con l'A380-800, dopo Singapore Airlines.
Emirates è il più grande operatore dell'A380, il suo 100º A380 è stato consegnato nell'ottobre 2017. La compagnia ha preso in considerazione in passato l'acquisto di ulteriori 100-200 Airbus A380 se il superjumbo quadrimotore fosse stato rinnovato con motori più efficienti dal punto di vista del consumo di carburante.
Gli A380 di Emirates erano originariamente tutti alimentati da motori Engine Alliance GP7200. In un accordo del valore di 9,2 miliardi di dollari, Rolls Royce ha annunciato nell'aprile 2015 che avrebbe fornito motori per 50 nuovi Airbus A380, con prima consegna prevista a metà 2016. Il 29 dicembre 2016, il primo A380 Emirates motorizzato Rolls Royce è atterrato all'aeroporto di Dubai.
Nel febbraio 2019, a seguito di una revisione delle sue operazioni, Emirates ha cancellato la maggior parte degli A380 che aveva in ordine, portando a 14 il numero di Airbus A380 rimasti da consegnare alla compagnia aerea. Data la mancanza di ordini da altre compagnie aeree, Airbus ha cessato la produzione dell'A380 nel 2022.
A settembre 2019, Emirates ha avviato il suo piano di ritiro degli A380, che dovrebbe concludersi non prima del 2035, ritirando due aeromobili che dovevano essere sottoposti a una revisione importante e utilizzandoli come donatori di parti per il resto della flotta.

#### Boeing 777 e Boeing 777X
Emirates ha la più grande flotta di Boeing 777 al mondo e prevede di iniziare a sostituire gradualmente i vecchi 777 "classici" con i nuovi 777X. Nell'ottobre 2014, Emirates ha ritirato il suo primo Boeing 777 dopo 18 anni di servizio e lo stesso mese ha preso in consegna il suo 100º Boeing 777-300ER. Emirates ha ritirato un 777-300ER nel 2017, seguito da altri due a maggio 2018. Emirates ha ricevuto il suo ultimo 777-300ER il 13 dicembre 2018. Le consegne del 777X hanno però subito numerosi slittamenti, portando in un primo momento la compagnia a ridurre gli esemplari ordinati da 150 a 115. Tuttavia, durante il Salone aeronautico di Dubai nel novembre 2023, Emirates ha dato nuova dimostrazione di fiducia al modello, ordinando altri 777X fino a portare il totale degli ordini a 205. Le consegne avranno inizio a partire dal 2027

#### Boeing 787, Airbus A350 XWB e Airbus A330neo
Per sopperire ai ritardi, il presidente e CEO di Emirates, lo sceicco Ahmed bin Saeed Al Maktoum, ha dichiarato nel 2017 che il vettore stava ponderando un grande ordine per un sostituto, tra l'Airbus A350 XWB e il Boeing 787 Dreamliner. All'inizio del Dubai Airshow di novembre 2017, Emirates ha annunciato un impegno per quaranta Boeing 787-10 per un valore totale di 15,1 miliardi di dollari a prezzi di listino, in consegna dal 2018 in cabine a due e tre classi per 240-300 passeggeri, con opzioni per convertire gli ordini nel più piccolo 787-9. Tuttavia, all'inizio del 2019, stava valutando la possibilità di annullare questo ordine a causa dei margini di prestazione del motore insufficienti per le condizioni climatiche calde prevalenti a Dubai, a favore dell'A350.
Nel febbraio 2019, Emirates ha deciso di ordinare gli aeromobili widebody di ultima generazione di Airbus, ovvero l'Airbus A330neo e l'Airbus A350-900; e ridurre i suoi ordini per l'Airbus A380. Il memorandum d'intesa riguardava 40 A330-900 e 30 A350-900, per un valore di 21,4 miliardi di dollari a prezzi di listino. L'ordine per 40 Boeing 787 annunciato nel 2017 non era stato formalizzato al momento dell'ordine per gli A330neo e A350 e sebbene i risultati 2018-2019 di Emirates non facessero più menzione del 787, la compagnia aerea ha successivamente confermato che le discussioni riguardanti i 787 erano in corso. Durante il Dubai Airshow del 2019, è stato confermato un ordine per 50 A350-900 in sostituzione del precedente memorandum d'intesa. L'accordo vale 16 miliardi di dollari a prezzi di listino e le consegne dovrebbero iniziare nel 2024. Emirates ha anche annunciato un ordine per 30 Boeing 787-9 per 8,8 miliardi di dollari a prezzi di listino con consegne previste per l'inizio del 2025, tuttavia con questo accordo Emirates ha ridotto il suo ordine di Boeing 777X a 126 aeromobili dal precedente accordo di 150 aeromobili. Emirates ha anche annullato gli ordini di Airbus A330neo effettuati nel febbraio 2019 a favore del nuovo ordine di aeromobili per 30 Boeing 787-9 Dreamliner. Durante il Salone aeronautico di Dubai 2023 l'ordine è stato modificato, in 20 787-8 più 15 787-10.

## Incidenti
- Il 20 marzo 2009, il volo Emirates 407, un Airbus A340-500, oltrepassò la pista e colpì diverse strutture prima di riuscire a salire abbastanza per poter tornare indietro ad effettuare un atterraggio di emergenza a Melbourne. Sebbene non ci siano state vittime o gravi lesioni, i danni al velivolo furono così gravi da poter classificare l'evento come "incidente" dall'ufficio australiano per la sicurezza dei trasporti. Fu descritto come "il fatto più vicino a una grande catastrofe aerea mai successo in Australia" da parte dei funzionari dell'aviazione.[77]
- Il 3 agosto 2016, il volo Emirates 521, un Boeing 777-300ER, si schiantò durante l'atterraggio all'aeroporto internazionale di Dubai. Tutte le 300 persone a bordo sopravvissero all'incidente; 24 rimasero feriti, uno gravemente. Un pompiere dell'aeroporto morì durante le operazioni di salvataggio e altri otto rimasero feriti. L'incidente è l'unico di Emirates con perdita completa dell'aeromobile. Gli investigatori stabilirono che durante il tentativo di go-around, ad eccezione degli ultimi tre secondi antecedenti all'impatto, entrambe le manette di spinta e, quindi, la spinta stessa dei motori rimasero al minimo. Di conseguenza, lo stato energetico dell'aeromobile era insufficiente per sostenere il volo.[78]